# Clas Thunberg
Arnold Clas Robert Thunberg (5. dubna 1893 Helsinky – 28. dubna 1973 Helsinky) byl finský rychlobruslař. Na I. zimních olympijských hrách 1924 v Chamonix získal tři zlaté, jednu stříbrnou a jednu bronzovou medaili, na II. zimních olympijských hrách 1928 ve Svatém Mořici k nim přidal další dvě zlaté medaile.

## Životopis
Thunberg začínal s rychlobruslením poměrně pozdě, až ve svých 18 letech. Než se plně věnoval sportu, vedl neurvalý život, byl náruživým kuřákem a pijanem. Ale už od prvního evropského rychlobruslařského šampionátu ve víceboji, kdy mu bylo 28 let, se stal na deset let nejlepším rychlobruslařem světa. Vynikl hlavně na tratích od 500 do 5 000 metrů. Nikdy nevyhrál desetikilometrovou trať, přestože v Chamonix na ní získal olympijské stříbro. Thunberg zůstal jediným olympijským vítězem rychlobruslařského víceboje, protože tato disciplína byla záhy zrušena.
V letech 1923 až 1931 získal Thunberg svými vítězstvími ve víceboji pět titulů rychlobruslařského mistra světa a také čtyři evropské tituly. Když ve dvou závodech zvítězil i na olympiádě ve Svatém Mořici, stal se nejstarším rychlobruslařským olympijským vítězem historie (takřka 35 let). Nejméně úspěšný byl během své kariéry v roce 1927, kdy byl ve víceboji na MS i ME poražen a odsunut na stříbrnou pozici mladým Norem Berntem Evensenem. Tehdy už Thunberg na delších tratích nezávodil.
Navzdory svým výkonům Thunberg nikdy nestál v čele rychlobruslařského žebříčku Adelskalender, který hodnotí rychlobruslaře podle jejich maximálních výkonů na jednotlivých tratích. Za jeho kariéry držel čelo tohoto žebříčku stále Nor Oscar Mathisen, který vytvořil své světové rekordy za 1. světové války, Thunberg byl v Adelskalenderu nejvýš druhý.

## Clas Thunberg na olympijských hrách

### Zimní olympijské hry 1924 v Chamonix
Závod na 500 metrů se konal 26. ledna 1924 jako první disciplína her. Mezi 27 účastníky dosáhl nejlepšího času 44,0 s Američan Charles Jewtraw, který se tak stal prvním vítězem zimních olympiád v historii. Za ním skončil Nor Oskar Olsen (44,2 s), o třetí místo se dělil Clas Thunberg s dalším Norem Roaldem Larsenem (44,8 s).
Závod na 1500 metrů se jel 27. ledna 1924 a byl soubojem finských a norských bruslařů. O více než sekundu v něm zvítězil Clas Thunberg (2:20,8 min). Druhý skončil Nor Larsen (2:22,0 min), třetí další Nor Sigurd Moen (2:25,6 min).
Závod na 5000 metrů se jel 26. ledna 1924. Dva Finové předčili trojici Norů, až za nimi skončil Američan Bialas. Zvítězil Clas Thunberg (8:39,0 min), druhý byl jeho krajan Julius Skutnabb (8:48,0 min), třetí Nor Larsen (8:50,2 min).
Dne 27. ledna 1924 se jel nejdelší rychlobruslařský závod na 10 km. I tady zcela dominovali Seveřané, Finové si vyměnili pozice z 5 km, zvítězil Julius Skutnabb (18:04,8 min) před Thunbergem (18:07,8 min), třetí byl Roald Larsen z Norska.
Na základě výsledků čtyř individuálních závodů bylo vypočítáno pořadí ve víceboji. Zvítězil Clas Thunberg (5,5 b.) jasně před Roaldem Larsenem (9,5 b.) a J. Skutnabbem (11 b.).

### Zimní olympijské hry 1928 ve Svatém Mořici
Rychlobruslení ve Svatém Mořici mělo smůlu na led, kvůli němu musel být zrušen závod na 10 km. Víceboj byl již z olympijského programu stažen.
Závod na 500 m byl velmi vyrovnaný, byly proto uděleny dvě zlaté medaile a místo stříbrné se udělovaly hned tři medaile bronzové: Shodného vítězného času 43,4 s dosáhli Clas Thunberg a Nor Bernt Evensen, o třetí místo se podělili časem 43,6 s John Farrell (USA), Jaakko Friman (Finsko) a Roald Larsen (Norsko).
V závodě na 1500 metrů zvítězil Clas Thunberg časem 2:21,1 min, druhý byl Nor B. Evensen (2:21,9 min), třetí jeho krajan Ivar Ballangrud (2:22,6 min).

## Další sportovní úspěchy
- Mistr světa ve víceboji 1923 (Stockholm), 1925 (Oslo), 1928 (Davos), 1929 (Oslo), 1931 (Helsinky)
- Stříbrná medaile na MS ve víceboji 1927 (Tampere)
- Bronzová medaile na MS ve víceboji 1922 (Kristiania)
- Mistr Evropy ve víceboji 1922 (Helsinky), 1928 (Oslo), 1931 (Stockholm), 1932 (Davos)
- Stříbrná medaile na ME ve víceboji 1923 (Hamar), 1924 (Kristiania), 1927 (Stockholm), 1929 (Davos)
- Mistr Finska ve víceboji 1920, 1922, 1924, 1927, 1928

### Světové rekordy
- 500 m – 42,8 s, Davos, 19. ledna 1929
- 1 000 m – 1:28,4 min, Davos, 11. ledna 1930
- 500 m – 42,6 s, Svatý Mořic, 13. ledna 1931
- 3 000 m – 5:19,2 min, Davos, 8. ledna 1932 (neoficiální)

### Osobní rekordy
- 500 m – 42,6 s, Svatý Mořic, 13. ledna 1931
- 1 000 m – 1:27,4 min, Oslo, 4. března 1931
- 1 500 m – 2:18,1 min, Davos, 11. ledna 1930
- 3 000 m – 5:00,6 min, Davos, 21. února 1933
- 5 000 m – 8:32,6 min, Davos, 4. února 1928
- 10 000 m – 17:34,8 min, Davos, 5. února 1928